# Манікаленд
Манікаленд (англ. Manicaland Province) — провінція в Зімбабве. Адміністративний центр Манікаленду — місто Мутаре.

## Географія
Провінція Манікаленд розташована на крайньому сході Зімбабве, уздовж її кордону з Мозамбіком. Площа провінції становить 36 459 км². На території Манікаленду знаходиться найвища гора Зімбабве — Ньянгані (висота 2592 метри).

## Історія
У XIX столітті на території нинішнього Манікаленду перебувала британська колонія Манікаленд.

## Населення
За даними на 2013 рік чисельність населення складає 1 571 469 осіб; переважно це представники народу шона.
Динаміка чисельності населення провінції по роках:
| 1982      | 1992       | 2002       | 2013       |
| --------- | ---------- | ---------- | ---------- |
| 1 099 202 | ▲1 526 275 | ▲1 566 889 | ▲1 571 469 |

## Адміністративний поділ

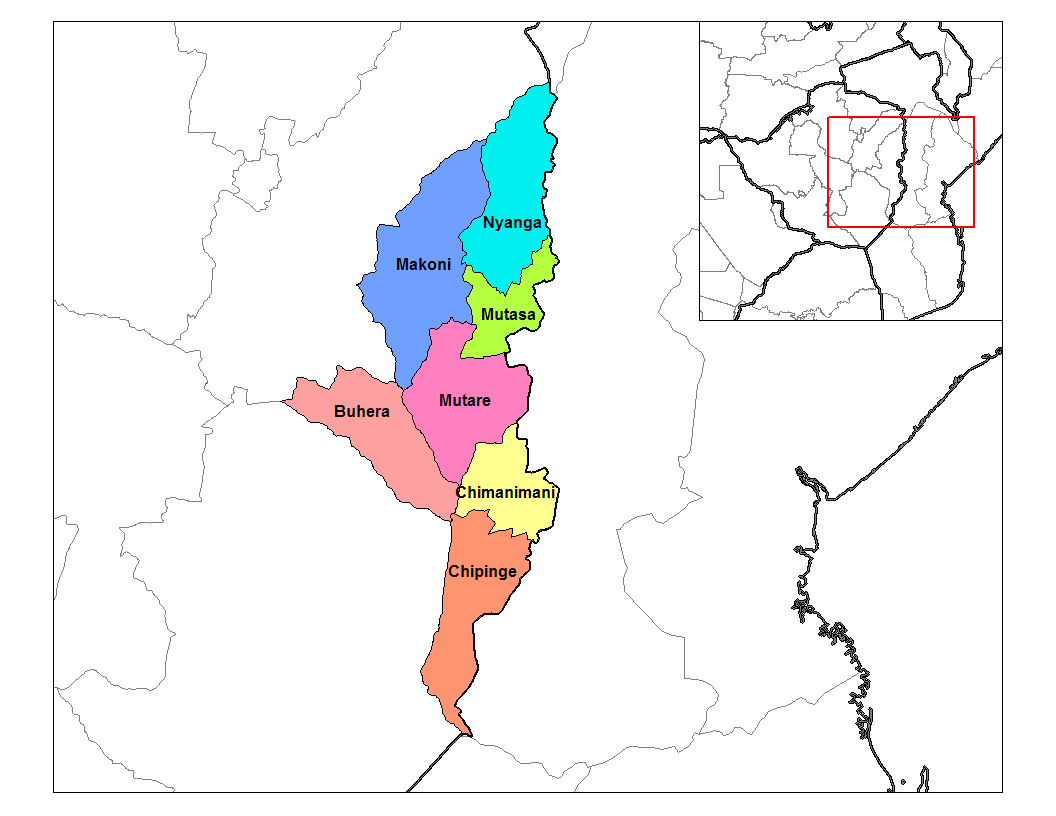
Райони провінції Манікаленд.

Провінція поділяється на 7 районів:  Бухера, Чиманімані, Чипінге, Маконі, Мутаре, Мутаса і Ньянга .